# 크리스티나 두 헤고
크리스티나 두 헤고(Cristina do Rego, 1986년 4월 26일 ~ )는 브라질계 독일의 배우이다.